# Lạc An, Phủ Châu
Lạc An (tiếng Trung: 乐安县, Hán Việt: Lạc An huyện) là một huyện của địa cấp thị Phủ Châu (抚州市), tỉnh Giang Tây, Cộng hòa Nhân dân Trung Hoa. Huyện này có diện tích 2413 km2, dân số năm 2003 là 349.000 người. 

## Hành chính
Huyện Lạc An được chia ra làm 16 đơn vị hành chính cấp hương, bao gồm 9 trấn, 6 hương và 1 hương dân tộc
- Trấn: Ngao Khê (鳌溪镇), Công Khê (公溪镇), Sơn Nãng (山砀镇), Cung Phường (龚坊镇), Đái Phường (戴坊镇), Ngưu Điền (牛田镇), Vạn Sùng (万崇镇), Tăng Điền (增田镇), Chiêu Huề (招携镇)
- Hương: Hồ Khê (湖溪乡), La Pha (罗陂乡), Hồ Bình (湖坪乡), Nam Thôn (南村乡), Cốc Cương (谷岗乡), Đại Mã Đầu (大马头乡)
- Hương dân tộc của người Xa: Kim Trúc (金竹畲族乡)